# Shigella dysenteriae
Shigella dysenteriae is een niet-sporevormende, gramnegatieve, staafvormige, facultatief-anaerobe niet-beweeglijke bacterie vernoemd naar de Japanse microbioloog en ontdekker Kiyoshi Shiga. Shigella dysenteriae is de oorzaak van veel gevallen van dysenterie. Zowel in genetisch, morfologisch en fysiologisch opzicht is de bacterie verwant aan Escherichia coli.